# Loggia del Capitano
La Loggia del Capitano, detta anche Loggetta del Capitano, è una storica loggia situata nel centro di Sovana. La sua ubicazione è sul lato settentrionale di Piazza del Pretorio, quasi addossata al lato occidentale del Palazzo Pretorio, da cui è divisa da un piccolo corpo di fabbrica, pur potendo esserne considerata parte integrante dal punto di vista delle funzioni storiche svolte.
La struttura fu costruita in epoca medievale e completamente ristrutturata durante il Quattrocento assieme all'attiguo Palazzo Pretorio.
La Loggia del Capitano si apre ad L al pian terreno del fabbricato disposto su due livelli, che va ad addossarsi all'angolo sinistro della facciata del Palazzo Pretorio.
La loggia è costituita da due aperture ad arco, dalle quali si accede al portico disposto ad L. Sul lato lungo meridionale, l'arcata e la corrispondente apertura si presentano più ampie rispetto all'arco e al sottostante passaggio che si aprono sul lato corto orientale, perpendicolare alla facciata del Palazzo Pretorio. Proprio sul piano rialzato del lato corto è collocato un grande stemma mediceo, che fu fatto aggiungere nel 1570 da Cosimo I de' Medici.
Le strutture murarie sono esternamente rivestite in blocchi di tufo; al piano rialzato della struttura architettonica si apre una finestra quadrangolare sul lato lungo meridionale, mentre su quello corto orientale è visibile una finestra tamponata della medesima forma, poco a destra rispetto allo stemma mediceo.